# Achille Millien
Œuvres principales
- La Moisson
- Chez nous
- Chants et chansons populaires
- Roses de Noël. Derniers chants (1916-1924)

Compléments
- Fondateur de la Revue du Nivernais
- Membre de la Société nivernaise des lettres, sciences et arts

Achille Millien, né le 4 septembre 1838 à Beaumont-la-Ferrière et mort le 12 janvier 1927 au même lieu, est un poète et un folkloriste français.
Son œuvre poétique comprend une dizaine de recueils d'inspiration rustique : La Moisson, Chants agrestes, Musettes et clairons, Chez nous, Aux champs et au foyer, L'Heure du couvre-feu, etc.

## Biographie
Il est élu le 1er juin 1865 à l'Académie des sciences, belles-lettres et arts de Savoie, avec pour titre académique Correspondant.
Achille Millien entreprend dès 1877 la collecte systématique des contes, légendes et chansons populaires du Nivernais en collaboration avec Jean-Grégoire Pénavaire pour la partie musique. Ce travail considérable, dont les résultats sont encore en grande partie inédits, fait d'Achille Millien « une référence exemplaire dans le monde de l'ethnologie contemporaine ».
Il reçoit chez lui, à Beaumont, de nombreux visiteurs : les sculpteurs Jean Baffier et François Briffault, dit France, les peintres Alfred Garcement, Paul Louis Martin des Amoignes, Henri Dif, Gustave Mohler et bien d'autres... et entretient une correspondance suivie avec bon nombre d'entre eux.  
Il fonde en 1896 la Revue du Nivernais, publication mensuelle qui paraît jusqu'en 1910, année où il est victime d'une attaque cérébrale.
Le 24 février 1921, il est nommé chevalier de la Légion d'honneur. À cette occasion, le 3 avril, une cérémonie est organisée dans sa ville natale, Beaumont-la-Ferrière, dont il est d'ailleurs le conseiller municipal depuis 1865. Un cortège défile dans le bourg, au départ de la maison du poète, en présence d’un représentant du ministre de l’Instruction publique, du préfet, des députés et des sénateurs de la Nièvre.

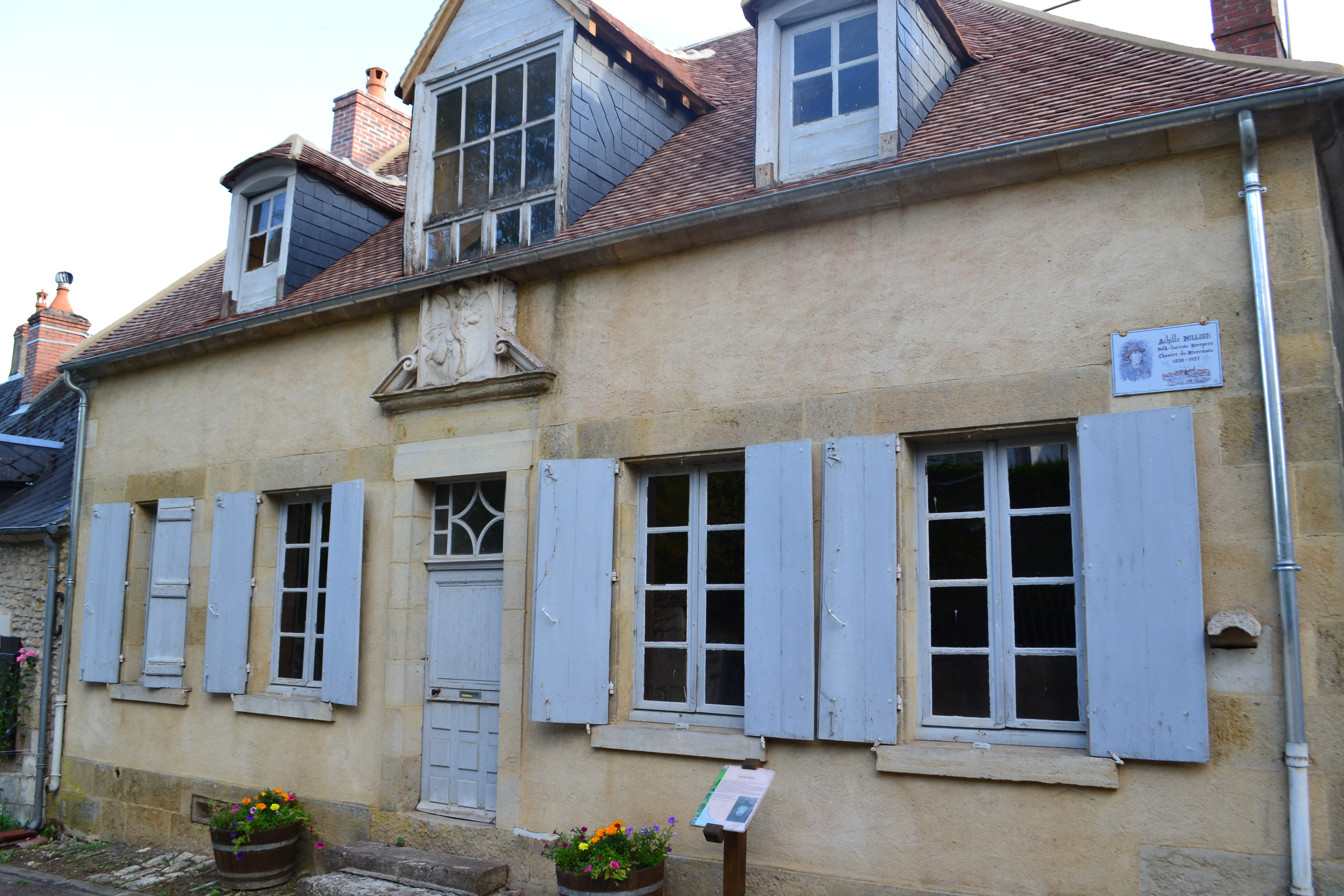
Maison d'Achille Millien à Beaumont-la-Ferrière

## Distinctions
- Chevalier de la Légion d'honneur (1921).

## Œuvre
- 1860 : La Moisson, Paris, C. Vanier, 302 p.
- 1862 : Chants agrestes, Paris, E. Dentu, 298 p.
- 1862 : La Leçon rustique, Nevers, I.-M. Fay, 7 p.
- 1863-1864 : Les Poèmes de la nuit. humoristiques, Paris, E. Dentu, 183 p.
- 1865-1867 : Musettes et clairons, Paris, J. Tardieu, 136 p.
- 1870 : Légendes d’aujourd’hui, poèmes suivis de lieds et sonnets, Paris, Garnier, 228 p.
- 1874 : Voix des ruines. Légendes évangéliques. Paysages d’hiver, Paris, Alphonse  Lemerre, 174 p.
- 1875 : Nouvelles poésies (1864-1873), Paris, Alphonse  Lemerre, VIII-404 p.
- 1877 : Premières poésies (1859-1863), Paris, Alphonse Lemerre, 392 p.
- 1879 : Poèmes et sonnets, Paris, Alphonse Lemerre, 172 p.
- 1891 : Chants populaires de la Grèce, de la Serbie et du Monténégro, Paris, Alphonse Lemerre, 184 p.
- 1892-1893 : Fleurs de poésie : poètes portugais, morceaux des poètes étrangers contemporains traduits en vers par Alphonse Millien, Nevers, G. Vallière, 16 p.
- 1893 : Les chants oraux du peuple russe, Paris, H. Champion, 255 p.
- 1894 : Ballades et chansons populaires tchèques et bulgares, Paris, Alphonse Lemerre, 121 p.
- 1894 : Petits contes du Nivernais, Nevers, G. Vallière, 12 p.
- 1895-1896 : Étrennes nivernaises, Nevers, G. Vallière.
- 1896 : Chez nous, Paris, Alphonse Lemerre, 212 p.

- Prix Maillé-Latour-Landry de l’Académie française (déjà reçu en 1864 pour diverses poésies)
- 1900 : Aux champs et au foyer. Plein air. Intérieur. Rêves et souvenirs... , Paris, Alphonse Lemerre, 176 p.
- 1904 : Le Parnasse du XIXe siècle : poètes néerlandais, hollandais et flamands, Paris, Alphonse Lemerre.
- 1906-1910 : Chants et chansons populaires, Paris, E. Leroux, en 2 tomes et 3 volumes :
  - Tome I (1906) : Complaintes. Chants historiques (1 volume)
  - Tome II (1908 et 1910) : Chansons anecdotiques (2 volumes)

- Prix Montyon 1907 de l’Académie française
- 1910 : L’Heure du couvre-feu. Genêts et bruyères. En Morvan. Chants de Noël. Ballades noires et chansons roses. Épaves, Paris, Alphonse Lemerre, 292 p.

- Prix Capuran 1911 de l'Académie française
- 1913 : Choix de poésies, édition populaire, Nevers, T. Ropiteau, 56 p.
- 1915 : Sous l’étoile. Petits poèmes de guerre, Nevers, T. Ropiteau.
- 1924 : Roses de Noël. Derniers chants (1916-1924), Paris, Alphonse Lemerre, 142 p.

### Filmographie
- Daniel Hénard et Jacques Tréfouël, Achille Millien : Passeur de mémoire, France 3 Bourgogne Franche-Comté et « Les films du lieu-dit », 2005, DVD de 160 min.

### Discographie
- Harmonia Mundi, Le Pommier doux : Chansons traditionnelles de Nivernais Centre-France (avec des arrangements de Alain Gibert, Frédéric Paris, Évelyne Girardon, Trio Achille), Fédération des Associations de Musiques et Danses Traditionnelles (FAMDT), 2001